# 러브데스 555!
《러브데스 555!》(일본어: らぶデス555!)는 2010년 11월 26일 TEATIME에서 발매한 일본의 성인용 게임이다.

## 개요
TEATIME의 3차원 CG 성인용 게임(에로게) 러브데스 시리즈의 제5탄이다. 게임 시스템과 인터페이스 등은 전작인 《러브데스 4 ~ 뉴 리얼타임 러버즈~》를 그대로 답습하는 한편, 지금까지의 시리즈와는 다른 요소들도 추가되었다. 즉 온라인 네트워크를 통하여 유저들 간의 플레이가 가능해졌으며, 스토리대로 게임을 진행하는 것 외에도 온라인 게임처럼 플레이하는 것이 가능한 모드가 추가되었다. 또한, 물리 연산 처리에는 Bullet를 사용하고 있다.

## 시놉시스
주인공 히나타 유우(日向悠, ひなた ゆう)는 미래를 제한적으로 예지할 수 있는 능력을 갖고 있다. 본인을 그것을 미래를 예지하는 것이 아닌, 악몽이라고 부르며 받아들이려 하지 않았다.
그녀의 소꿉친구인 하야마 미즈노(葉山瑞乃, はやま みずの)는 어렸을 때부터 종종 위험에 처하는 경우가 많았지만, 그때마다 친구인 히나타 유우가 무의식중에 사고를 예지하여 구사일생으로 목숨을 구하였다.
어느날 길을 가던 도중 유우는 미즈노의 사고사를 예지하고 평상시처럼 자연스럽게 미즈노를 불러 세워 또 한 번 목숨을 구해준다.
하지만 사고는 그대로 발생하여 미즈노 대신에 전혀 다른 사람이 죽게 되었다.
눈앞에서 벌어진 참사에 두 소녀는 그 자리에서 패닉 상태에 빠져 주저앉아 버렸다.
그런 그녀들 앞에 한 명의 소녀가 나타난다.
미지의 소녀는 차가운 표정으로 미즈노를 바라보며 말한다.
“원래 당신이 죽었어야 하는 것인데….”
그렇게 말한 소녀는 어느새 몰려든 인파 속에 들어가 자취를 감추었다.
그들의 불행은 이때부터 시작되었는지도 모른다.

## 등장인물
- 히나타 유우 (日向 悠, ひなた ゆう)
- 하야마 미즈노 (葉山 瑞乃, はやま みずの)
- 시키시마 사쿠라 (敷島 桜, しきしま さくら)
- 미츠루기 카오루 (御剣 薫, みつるぎ かおる)
- 미카미 토우카 (三神 冬花, みかみ とうか)
- 히나타 츠바메 (日向 つばめ, ひなた つばめ)
- 타카가키 이치고 (高垣 いちご, たかがき いちご)